# Produções Fictícias
Produções Fictícias é uma agência criativa, produtora e co-produtora portuguesa, criada no dia 1 de abril de 1993 por Nuno Artur Silva, que desenvolve projetos para a área da televisão, rádio, cinema, imprensa, teatro, livros e DVDs.[carece de fontes?]
Segundo Nuno Artur Silva, as Produções Fictícias podem ser consideradas a "Motown portuguesa dos cómicos dos anos [19]90".
Formado inicialmente por colegas de faculdade que gostavam de escrever, em 1994 entraram Nuno Markl e Maria João Cruz, a primeira mulher nas Produções.[carece de fontes?]

## Projetos
É conhecida principalmente pelos projetos:
- Gato Fedorento
- Estado de Graça
- Os Contemporâneos
- Contra Informação
- O Inimigo Público
- Diversos programas apresentados por Herman José (HermanZap, Herman Enciclopédia, Herman 98, Herman 99 e HermanSic)
- Há Vida Em Markl
- O Homem que Mordeu o Cão
- O Eixo do Mal
- Filme da Treta
- Conversa da Treta
- Paraíso Filmes
- O Programa da Maria
- Manobras de Diversão
- Inspector Max